# 코멘단츠키 프로스펙트역
코멘단츠키 프로스펙트 역(러시아어: Комендантский проспект)은 러시아 상트페테르부르크 시에 있는 상트페테르부르크 지하철 프룬젠스코 프리모르스카야 선의 역이다.